# Ochodne
Ochodne – wieś sołecka w Polsce położona w województwie mazowieckim, w powiecie garwolińskim, w gminie Trojanów.
W latach 1975–1998 miejscowość administracyjnie należała do województwa siedleckiego.
Wierni Kościoła rzymskokatolickiego należą do parafii Matki Bożej Nieustającej Pomocy w Woli Zadybskiej.
Wieś Ochodne ma 181 mieszkańców, w podziale: 49,7% stanowią kobiety, a 50,3% mężczyźni. Narodowy Spis Powszechny Ludności i Mieszkań w 2002 roku odnotował 56 gospodarstw domowych zamieszkiwanych przez pięć lub więcej osób.